# Matamba
Juan Carlos Chiorino Basurco (Buenos Aires, 4 de febrero de 1986), más conocido por su nombre artístico Matamba, el mensajero de Lion, es un cantante, productor, compositor y músico argentino-boliviano.
Ha desarrollado su carrera principalmente en el género reggae, consolidando una presencia destacada dentro de la música alternativa boliviana y participando en giras que abarcan países como México, Nicaragua, Argentina y Chile. Entre sus presentaciones internacionales se incluyen el Pepsi Music en sus ediciones 2007 y 2009 realizado en Buenos Aires, además de la segunda versión del Reggae Fest en el 2010 realizado en Paraguay y el 9 Mile Music Festival 2017 realizado en Miami.
También participó en producciones internacionales como el Tributo Mundial a Los Cadillacs y para el Álbum Verde: Tributo Reggae a The Beatles, donde fue seleccionado para reinterpretar una canción de cada banda, adaptándola a su estilo.

## Carrera artística

### Infancia e inicios como cantante
Matamba nació en Buenos Aires, en un entorno artístico, siendo hijo del productor argentino Carlos Domingo Chiorino Piaggio y la cantante afro peruana Carmen Rosa Basurco Aedo. Desde temprana edad, recibió una fuerte influencia musical gracias a la composición de su padre y la interpretación de su madre. Llegó a Santa Cruz de la Sierra durante su infancia y se crio en esa ciudad, desarrollando una identidad cultural vinculada a Bolivia.
La familia se estableció inicialmente en el barrio San Aurelio y, posteriormente, en 1994, se trasladó a la urbanización Cotoca. Durante este periodo, Matamba entabló vínculos con quienes integrarían su primera banda musical.

### 1997-2005: Creación de Kerux y Contracultura
En 1997, Matamba fundó la banda Kerux (también escrita como K-Rux), considerada una de las primeras agrupaciones de hardcore formadas en Santa Cruz de la Sierra. A diferencia de experiencias similares en otros países, Kerux no se originó en un entorno anarco punk, sino dentro de una comunidad bautista, con un enfoque cristiano.
Ante la ausencia de una escena local dedicada al hardcore, la banda comenzó a realizar presentaciones en espacios públicos, lo que impulsó la conformación de un colectivo de músicos, patinadores y grafiteros, al que Matamba denominó "La Raza". Con el tiempo, el término pasó a identificar también a sus seguidores y al entorno artístico que surgió alrededor del proyecto.
Posteriormente, fundó la banda Contracultura, con la cual amplió su proyección en el ámbito del rock alternativo boliviano. Formada en 2001, esta propuesta se caracterizó por un mensaje más frontal y combativo que su proyecto anterior, manteniéndose dentro del género hardcore. Temas como “Renacer” y “Cae Bolivia” obtuvieron difusión en emisoras locales, lo que favoreció la presencia del grupo en escenarios de distintos países de América Latina.

### 2006-2013: El nacimiento de Matamba y su éxito en el escenario internacional
Tanto en Kerux como en Contracultura se incorporaron elementos del reggae roots al repertorio musical. Esta influencia se vincula con su ascendencia jamaiquina, ya que uno de sus tatarabuelos emigró desde Jamaica a Latinoamérica.  A partir de esta conexión cultural, desarrolló un interés por combinar el reggae con el metal, lo que derivó en la creación de su proyecto solista “Matamba” en 2006.  Este proyecto introdujo un estilo propio que el artista denominó Dreadcore, una fusión entre el reggae de inspiración rastafari (dread) y el género hardcore.
En 2007, Matamba realizó su primera presentación internacional al participar en el festival Pepsi Music en Argentina, lo que marcó un punto de inicio en su proyección fuera de Bolivia. Dos años después, en el 2009, Matamba participó nuevamente en el Pepsi Music 2009, consolidando aún más su presencia en la escena musical internacional.
Ese mismo año, fue convocado por el sello PopArt para participar en el álbum homenaje Vos Sabés… Cómo Te Esperaba, dedicado a la banda Los Fabulosos Cadillacs. En ese proyecto, interpretó la canción "Desapariciones" de Rubén Blades, compartiendo espacio con artistas como Cultura Profética, Aterciopelados, Cartel de Santa, Los Amigos Invisibles, No Te Va Gustar y Dr. Krápula.
Asimismo, Matamba hizo su debut en Paraguay en la primera edición del Reggae Fest, llevada a cabo en el 2009. Durante este evento, compartió escenario con reconocidos artistas como la banda de Bob Marley, The Wailers, y Fidel Nadal. Un año después, en la segunda edición de 2010, volvió a destacar con otra participación en el Reggae Fest, fortaleciendo su presencia en la escena musical paraguaya.
El 3 de noviembre de 2013, Matamba participó en la primera edición del Vorterix Reggae Fest en Argentina, uno de los festivales de reggae más importante que congrega a destacados exponentes del género a nivel nacional e internacional en Mandarine Park. La presentación de Matamba fue acogida positivamente, desempeñando un papel crucial en la promoción del reggae boliviano en la escena musical internacional.

### 2014-2020: Conciertos y colaboraciones con la familia Marley
En 2014, Matamba participó nuevamente en un proyecto colaborativo, esta vez, contribuyendo al álbum "Hemp! Tributo Reggae a The Beatles Vol 2" con su versión de "All My Loving". Este álbum, que abarcaba 56 temas de 47 artistas de 16 países, rindió homenaje a The Beatles con un estilo musical reggae.
El 4 de abril de 2016 Matamba tuvo la oportunidad de compartir el escenario con Ky-Mani Marley, el undécimo hijo de Bob Marley, durante el Festival One Love en el Teatro al Aire Libre de La Paz. El evento, organizado en homenaje a la leyenda del reggae, incluyó una destacada interpretación de "Redemption Song" en dúo entre Ky-Mani Marley y Matamba.
En la segunda mitad de 2016, Matamba recibió una invitación del Gobierno estadounidense para participar en el programa "Fostering Civic Engagement and Social Impact through the Arts," destinado a promover cambios sociales a través del arte. Durante su estancia en Estados Unidos, el cantante de reggae realizó una gira por cuatro ciudades del país en los meses de junio y julio. Además, trabajó en el lanzamiento de su tercer álbum, el cual incluía una colaboración con Ky-Mani Marley.
Gracias a la amistad entre Matamba y Ky-Mani, la familia Marley invitó a Matamba a la 24.ª edición del 9 Mile Music Festival de 2017, convirtiéndolo en el primer latinoamericano en formar parte del line-up de este evento anual creado por Cedella Marley Booker, madre de Bob Marley. Este evento, reconocido como uno de los más importantes del reggae a nivel mundial, incluyó la participación de destacados artistas del género como Julian Marley, Capleton, Sizzla, Charly Black y Mavado, quienes compartieron escenario con Matamba quien presentó lo mejor de sus discos "Estilo Dread" (2007) y "Buenas Nuevas" (2013).
En plena pandemia, Matamba y la banda boliviana Fiesta Cuetillo participaron como invitados en la primera edición virtual del Cosquín Rock, llevada a cabo los días 8 y 9 de agosto de 2020. En el transcurso del evento, más de 60 artistas ofrecieron actuaciones en vivo a través de la plataforma diseñada por la organización.

### 2021-Actualidad
Tras varios años de pausa, en 2021 retomó sus actividades musicales con una colaboración junto al puertorriqueño Manny Montes en al canción Praise. Ese mismo año participó en el evento Respira Vol. 2, junto a Guisela Santa Cruz, María Juana, Animal de Ciudad, Luciel Izumi, Javvi Elias, Gaby Ferreyra, entre otros.
En 2022, firmó junto con Bonny Lovy un contrato con la filial de Warner Music Latina, Warner Music de Argentina, quien distribuirá su música desde entonces y todas su discografía anterior. Además, fue invitado por Marcelo Tinelli a participar como jurado en la edición 2023 del programa Canta conmigo ahora, una adaptación argentina del formato británico All Together Now.
Durante 2023, fue nominado en múltiples categorías de los Bolivia Music Awards, incluyendo Mejor Artista de Rock, Compositor del Año y la prestigiosa categoría de Artista Masculino del Año. Si bien no obtuvo galardones en esas categorías, recibió un reconocimiento especial como “Artista Emblema”, en mérito a su trayectoria y relevancia en la música nacional.
En mayo de ese mismo año anunció el regreso de la banda Contracultura a los escenarios, tras un largo período de inactividad. El anuncio fue realizado a través de redes sociales, acompañado por material audiovisual de sus presentaciones pasadas. El retorno se concretó en el evento Family Fest, realizado en el estadio Ramón Tahuichi Aguilera de Santa Cruz.
En agosto de 2024, participó en el Festival Gospel en Bogotá, Colombia, uno de los principales encuentros de música góspel en Latinoamérica. El evento, celebrado bajo el lema Agua de vida, combinó presentaciones artísticas con mensajes sobre conciencia ambiental y conservación de recursos hídricos. Durante su actuación, Matamba interpretó parte de su repertorio ante más de 40.000 asistente.

## Vida personal
El 10 de marzo de 2022, Matamba denunció públicamente un incidente de discriminación en el restaurante Brasargent de Santa Cruz de la Sierra, tras ser expulsado por llevar una prenda deportiva sin mangas durante una celebración familiar.  El personal del establecimiento le ofreció una camisa del local para acceder a la barra de ensaladas, alegando normas de higiene y respeto hacia los demás clientes. Ante su negativa, se le pidió abandonar el lugar, situación que transmitió en vivo por redes sociales.
El hecho generó atención pública y declaraciones de autoridades como el ministro Eduardo Del Castillo, quien solicitó la intervención del Viceministerio de Descolonización.  Al día siguiente, Matamba presentó una denuncia formal por racismo y discriminación. Como resultado, el restaurante fue sancionado con una multa de 10.000 UFV (aproximadamente Bs 23.000), según informó el Viceministerio de Defensa de los Derechos del Usuario y Consumidor. Posteriormente, la propietaria del restaurante ofreció disculpas públicas, las cuales fueron aceptadas por el artista.

## Discografía
| Álbumes de estudio - 2007: Estilo Dread - 2013: Buenas Nuevas - 2018: Lion Army - 2021: Matamba Lion Army | Colaboraciones discográficas - 2009: Tributo A Los Fabulosos Cadillacs - 2013: Hemp! A Reggae Tribute to The Beatles, Vol. II |

## Sencillos

### Sencillos como solista
| - 2011: Desapariciones (LFC) - 2013: Más fuerte que el dolor - 2017: Háblame de ti - 2019: Abrazándome - 2019: Que no me pierda - 2019: Patria | - 2019: El Bolero - 2020: Viva Santa Cruz - 2021: The Scientist - 2021: Nattyvidad - 2021: Tenía tanto para darte - 2022: Ciudadano | - 2022: La profecia del "10" - 2023: Portal de luz - 2023: Santo eres - 2024: No woman, no cry (Ya no llores más) - 2024: Awakening |

### Sencillos con Contracultura
- 2023: Cristo va a venir
- 2024: La rebelión
- 2024: Pagarás con dolor (No podrás escapar)

## Colaboraciones
- 2005 - Taquirari pa' ti, con Mimi Arakaki
- 2007 - Tierra de colores, con Animal de Ciudad
- 2013 - Esfuerzate, con De La Fe
- 2013 - Si tu no estás junto a mi, con Dany Deglein
- 2016 - Firme y adelante, con Radikal People
- 2019 - Justo a tiempo, con Pablo Betancourth
- 2019 - Representando al rey, con De La Fe, Manny Montes y Radikal People
- 2021 - Praise, de Manny Montes
- 2022 - Unidos, con Fabian Liendo, Klan Destino, Las Sandalias, Mesías Reggae, Nengo Vieira, Proclamazion y Radikal People
- 2022 - Honor, con A.N.I.M.A.L. y Lucybell
- 2022 - Te quiero amor, con Chila Jatun
- 2024 - Él te espera, con Año Cero
- 2024 - Tamo junto, con Jah Live
- 2025 - Corrida de Rato, con Machete Bomb, Thestrow y Alienação Afrofuturista

## Premios y nominaciones

### Bolivia Music Awards
| Año  | Categoría                 | Trabajo          | Resultado | Ref.   |
| ---- | ------------------------- | ---------------- | --------- | ------ |
| 2021 | Artista Masculino Del Año | Él mismo         | Nominado  | [ 36 ] |
| 2022 | Mejor Artista Urbano      | Él mismo         | Nominado  | [ 37 ] |
| 2022 | Mejor Colaboración        | Te quiero amor   | Ganador   | [ 37 ] |
| 2023 | Compositor del Año        | Él mismo         | Nominado  | [ 27 ] |
| 2023 | Mejor Artista Rock        | Él mismo         | Nominado  | [ 27 ] |
| 2023 | Artista Emblema           | Él mismo         | Ganador   | [ 27 ] |
| 2023 | Artista Masculino Del Año | Él mismo         | Nominado  | [ 27 ] |
| 2024 | Mejor artista urbano      | Él mismo         | Nominado  | [ 27 ] |
| 2024 | Cantautor del año         | Él mismo         | Nominado  | [ 27 ] |
| 2024 | Reedición del año         | No Woman, No Cry | Nominado  | [ 27 ] |

### Premios Maya
| Año  | Categoría                                        | Trabajo  | Resultado | Ref.   |
| ---- | ------------------------------------------------ | -------- | --------- | ------ |
| 2017 | Mejor Artista de Música Alternativa              | Él mismo | Ganador   | [ 38 ] |
| 2021 | Reconocimiento Especial - Contribución Artística | Él mismo | Ganador   | [ 38 ] |

### Otros premios
- 2008: Premios UNO TEENS - Artista del año
- 2009: Canal Televisivo Red Uno de Bolivia - Artista alternativo del año
- 2010: Premios Videomanía - Mejor Vocalista
- 2011: Canal Televisivo Red Uno de Bolivia  - Artista del año
- 2012: Revista Rock & Pop - Artista del año[2]
- 2013: Premios Estéreo 97 - Mejor Vocalista
  - Gobernación de Santa Cruz de la Sierra - Impulsor Cruceño de los valores
- 2015: Premios Rock and Bol - Artista del año, Videoclip del año y Canción del año
- 2016: Diario El Deber, Premio Nacional Patujú - Personaje del año[39]
- 2017: AE Blessing Awards - Mejor Video en Colaboración por Representando al Rey junto a De La Fe, Manny Montes y Radikal People
- 2019: Premios El Galardón Internacional - Intérprete de música alternativa[40]